# Liste der Naturdenkmale im Amt Neuburg
Die Liste der Naturdenkmale im Amt Neuburg nennt die im Amt Neuburg im Landkreis Nordwestmecklenburg in Mecklenburg-Vorpommern gelegenen Naturdenkmale.

## Naturdenkmale
| Bild | Nr.     | Bezeichnung | Standort                                       | Beschreibung                        | Schutzzweck | Verordnung |
| ---- | ------- | ----------- | ---------------------------------------------- | ----------------------------------- | ----------- | ---------- |
| BW   | NWM 186 | Stiel-Eiche | Benz Kalsow (53° 55′ 11,6″ N, 11° 35′ 16,8″ O) | (nur Lage des Flurstücks angegeben) |             |            |
| BW   | NWM 188 | Stiel-Eiche | Benz Kalsow (53° 55′ 13,4″ N, 11° 35′ 10″ O)   | (nur Lage des Flurstücks angegeben) |             |            |